# Melinaea ishka
Melinaea ishka är en fjärilsart som beskrevs av Butler 1870. Melinaea ishka ingår i släktet Melinaea och familjen praktfjärilar. Inga underarter finns listade i Catalogue of Life.